# George Naʻea
George Naʻea (geboren im 18. Jahrhundert; gestorben am 4. Oktober 1854 in Wailuku, Maui) war ein Häuptling des Königreichs Hawaiʻi und der Vater von Königin Emma Naʻea Rooke. Er war der erste Ureinwohner von Hawaii, der an Lepra erkrankte. Die Krankheit wurde auf der Inselgruppe bekannt als die „Krankheit der Häuptlinge“  maʻi aliʻi.

## Leben
Geboren wurde George Naʻea im 18. Jahrhundert als Sohn des Häuptlings Kamaunu und des weiblichen Häuptlings Kukaeleiki. Sein Vater Kamaunu stammte von den Häuptlingen der nördlichen Bezirke der Inselgruppe von Hawaii. Seine Mutter Kukaeleiki war die Tochter von Kalauawa, dem Häuptling von Kauaʻi, und eine Cousine von Königin Keōpūolani, der höchstgestellten Frau von König Kamehameha I. Zu seinen Vorfahren zählen Kalanawaʻa, der Häuptling von Oʻahu, und Kuaenaokalani, der weibliche Häuptling von Maui. Sie stand im Rang einer Tapu, einer Kekapupoʻohoʻolewaikala (dem Tapu von Poʻohoʻolewaikala, einem Rang, der so geheiligt war, dass sie der Sonne nur bei Sonnenuntergang ausgesetzt werden durfte.) Sein Bruder Bennett Nāmākēhā gehörte der Legislative des Königreichs Hawaii an, und Nāmākēhās Enkelin Stella Keomailani (1866–1927) war die letzte der Poʻohoʻolewaikala.

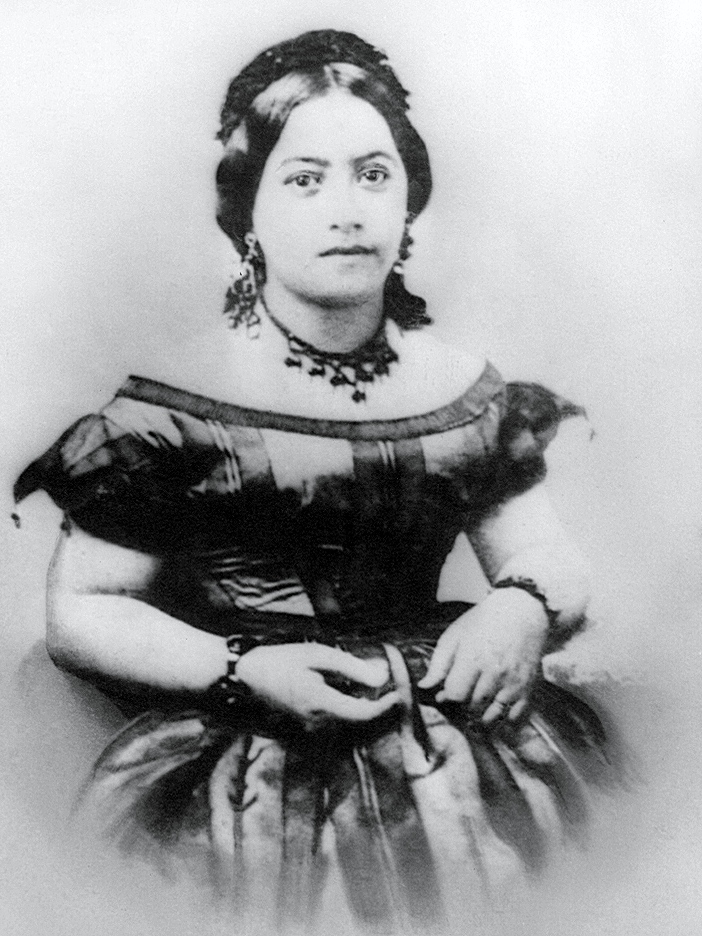
George Naʻeas Tochter
Königin Emma Naʻea Rooke

Naʻea diente unter Kamehameha III. als Mitglied im Rat der Häuptlinge. Er heiratete Fanny Kekelaokalani Young, die Tochter der aus adeligem Haus stammenden Kaʻōanaʻeha und von John Young, dem britischen Berater von König Kamehameha I. und Gouverneur von Hawaii.
Sie hatten drei Kinder: Kahalaiʻa und Kekuaokalani, die beide jung starben, und Emma, die spätere Königin von Hawaii. Emma wuchs bei Fannys jüngerer Schwester Grace Kamaʻikuʻi Young Rooke und deren britischem Ehemann, dem Arzt Thomas Charles Byde Rooke, in der hawaiischen Tradition einer informellen Adoption (Hānai) auf. Nach dem Historiker und Biographen von Königin Emma, George Kanahele, spielte Na'ea keine Rolle bei der Erziehung seiner Tochter, und nach seiner Erkrankung war ihm auch kein Kontakt zu ihr mehr erlaubt. Emma kannte ihren biologischen Vater nicht, und viele dachten, dass Dr. Rooke ihr biologischer Vater war.

## Ansteckung mit Lepra
Um das Jahr 1838 infizierte sich Naʻea mit Lepra. Oft wird ausgeführt, dass dies die erste Leprainfektion auf der Inselgruppe Hawaii war, jedoch wurde die Krankheit bereits in den 1820er und 1830er Jahren diagnostiziert.
Es gibt unterschiedliche Darstellungen, wie die Krankheit auf die Inselgruppe gelangt ist. Der Missionar Dwight Baldwin vermutete, dass Naʻea sich bei einem niedriger gestellten Adligen angesteckt habe, der nach einer Leprainfektion aus China zurückgekehrt war. In seinen Memoiren berichtet der Leiter der Leprakolonie von Kalaupapa, Ambrose K. Hutchison, basierend auf den mündlichen Überlieferungen der Leprakranken, dass Naʻea sich bei seinem chinesischen Koch ansteckte, der im Zuge der Ankunft der ersten Chinesen Ende des 18. Jahrhunderts einreiste. Die Krankheit wurde durch den königlichen aus Nieheim stammenden Arzt und Botaniker Wilhelm Hillebrand diagnostiziert. Dieser empfahl dem König und dem Rat der Häuptlinge die Isolierung der an dieser unheilbaren Krankheit Erkrankten. George Na'ea wurde nach Wailuku auf Maui verbannt. Es war ihm nicht erlaubt, zurückzukehren oder die Hauptstadt Lāhainā zu besuchen.
In seinem Buch hält George Kanahele fest, dass Na'ea unter der Pflege seiner Frau Fanny, die sich nicht mit der Krankheit ansteckte, weiterlebte und ein produktives Leben führte. Der Außenminister Robert Crichton Wyllie erachtete ihn als „hoch respektable hawaiische Persönlichkeit“.
George Naʻea starb am 4. Oktober 1854. Hutchison behauptete, dass nach dem Tod Naʻeas sich die Hausangestellten, die ihn während seiner Isolation begleitet hatten, über die Inseln verteilten und so die Krankheit über die Inselgruppe von Hawaii verbreitet hätten. Dadurch entwickelte sich für die Lepra die Bezeichnung maʻi aliʻi, die Krankheit der Häuptlinge. Bekannt wurde die Krankheit auch unter dem Namen maʻi pake, die Chinesische Krankheit, nach dem Ort ihrer Herkunft.
Unter dem König Kamehameha V. wurde durch die Regierung eine systematische Politik der Segregation für die Betroffenen eingeführt und eine Leprastation in Kalaupapa auf der Insel Molokaʻi gegründet. Dorthin wurde auch der Häuptling Peter Kaʻeo im Jahr 1873 verbannt, ein Neffe von Fanny und Cousin von Emma, der dort 1880 starb.